# 欧鲁河
欧鲁河（法語：Auroue，法語發音：[oʁu]）是法國的河流，位於該國西南部，屬於加龍河的左支流，河道全長62公里，流域面積約200平方公里，平均流量每秒0.74立方米，發源自克拉斯特，河口處在圣尼古拉德拉巴莱尔姆。

## 外部連結
- http://www.geoportail.fr （页面存档备份，存于）
- The Auroue at the Sandre database